# Muang Paktha
Muang Paktha är ett distrikt i Laos.   Det ligger i provinsen Bokeo, i den västra delen av landet, 300 km nordväst om huvudstaden Vientiane.